# 谢尔盖·布科夫斯基
谢尔盖·阿納托利耶維奇·布科夫斯基（羅馬化：Serhii Anatoliiovych Bukovskyi；1960年7月18日—），乌克兰纪录片导演和演员。布科夫斯基為烏克蘭電影攝影師協會成员，也是舍甫琴科國家獎获獎者。分別于1996年和2008年獲授予烏克蘭功績藝術家和烏克蘭人民藝術家一系列稱號。布科夫斯基為乌克兰纪录片制作行業批判学派人物之一。